# Gmina Giby

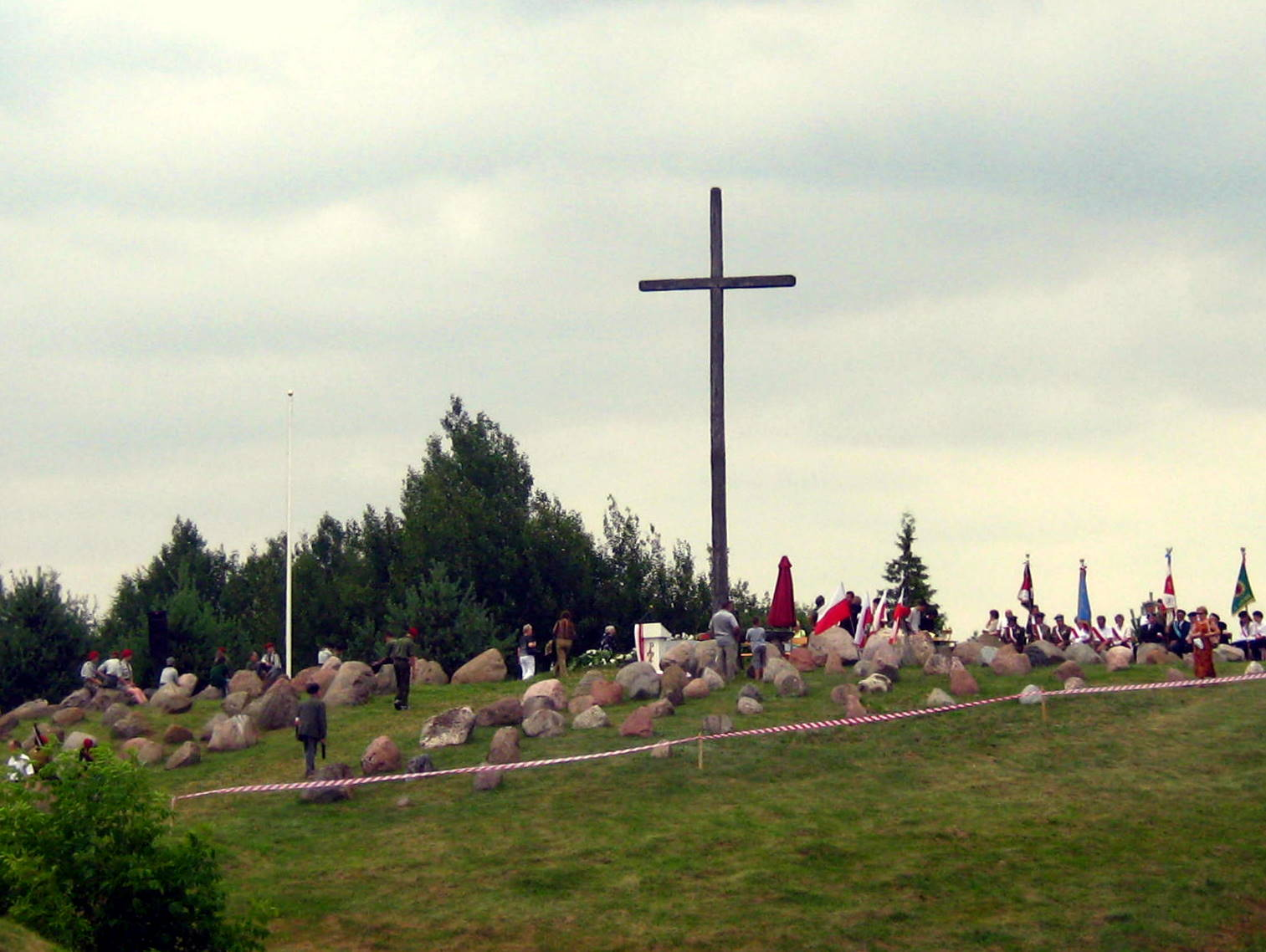
Symbolisches Grab der Opfer der Razzia von Augustów in Giby

Die Gmina Giby ist eine Landgemeinde im Powiat Sejneński der Woiwodschaft Podlachien in Polen. Ihr Sitz ist das gleichnamige Dorf (litauisch Gibai).

## Gliederung
Zur Landgemeinde Giby gehören 27 Ortsteile mit einem Schulzenamt:
Aleksiejówka
Białogóry
Białorzeczka
Białowierśnie
Budwieć
Daniłowce
Dworczysko
Frącki
Gibasówka
Giby I
Giby II
Głęboki Bród
Gulbin
Iwanówka
Karolin
Konstantynówka
Krasne
Kukle
Okółek
Pogorzelec
Pomorze
Posejnele
Sarnetki
Stanowisko
Studziany Las
Tartaczysko
Wielki Bór
Wierśnie
Wysoki Most
Zelwa
Weitere Ortschaften der Gemeinde sind:
Baraki
Budwieć (gajówka)
Chylinki
Czarna Hańcza
Dworczysko (leśniczówka)
Dziemianówka
Giby (gajówka)
Giby (leśniczówka)
Głęboka Biel
Gulbin (gajówka)
Gulbin (leśniczówka)
Lipowo
Maćkowa Ruda
Muły (leśniczówka)
Muły (gajówka)
Pogorzelec (leśniczówka)
Posejnele (gajówka)
Rygol
Szlamy
Tatarczysko (gajówka)
Wierśnie (gajówka)
Wiłkokuk (leśniczówka)
Wiłkokuk (gajówka)
Wronie Góry